# Pachyrhinosaurus
A Pachyrhinosaurus (jelentése "vastagorrú hüllő") a ceratopsida dinoszauruszok egyik neme, amely a késő kréta időszakban élt Észak-Amerikában. Első példányát Charles M. Sternberg fedezte fel 1946-ban, a kanadai Albertában, nevét pedig 1950-ben alkotta meg. Alberta és Alaszka területén tizenkét, a nemhez tartozó részleges koponyát és nagy mennyiségű egyéb fosszilis maradványt találtak.
A leletek többsége az 1980-as évekig tanulmányozás céljából nem volt elérhető, ezért a Pachyrhinosaurus iráni érdeklődés aránylag új keletű. Szarvak helyett a koponyán masszív, lapos kidudorodások voltak, melyek közül a legnagyobb az orr felett helyezkedett el. Ezek a jellegzetességek talán öklelésre szolgálhattak, a keleti pézsmatulok orr-részéhez hasonlóan. A nyakfodorból egy pár kifelé hajó szarv nőtt ki. Úgy tűnik, hogy a nyakfodor alakja és mérete nagy mértékben egyedi volt, függött az ivartól és talán más tényezőktől is. A Pachyrhinosaurus legközelebbi rokona az Achelousaurus.
A Pachyrhinosaurus testhossza elérte az 5–6 métert, a tömege pedig körülbelül 2–3 tonna lehetett. Növényevő volt, erős fogaival a kemény, rostos növényi anyagokat is képes lehetett megrágni.

## Felfedezés és fajok

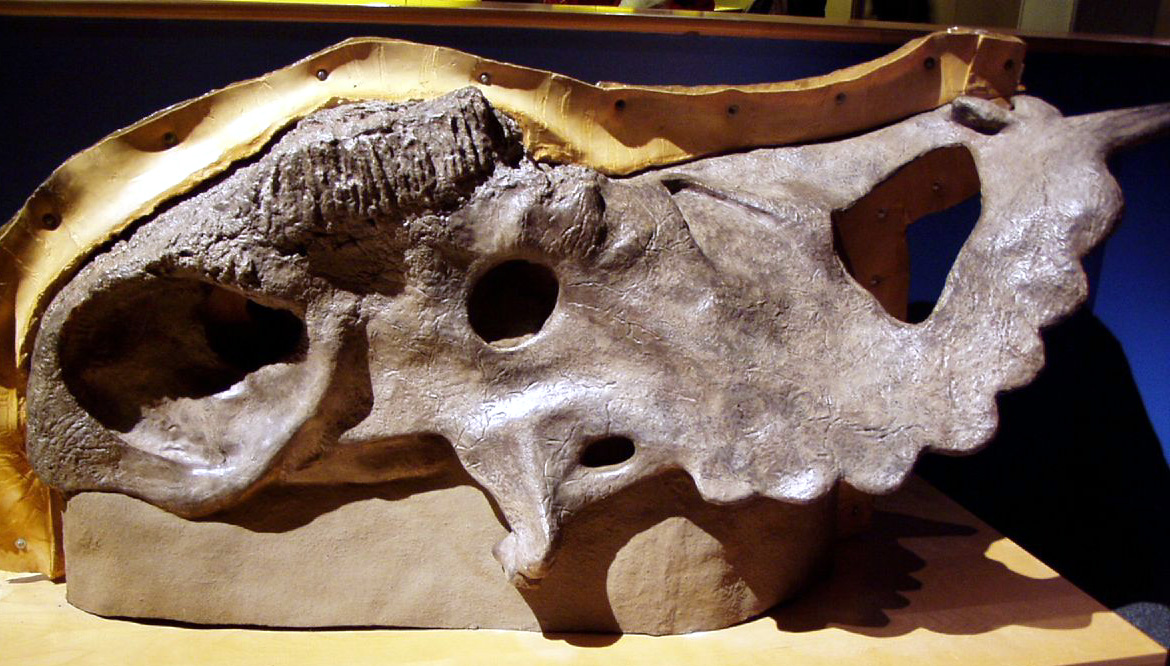
A Pachyrhinosaurus koponyája a Royal Tyrrell Múzeumban

Típusfaját, a Pachyrhinosaurus canadensist, Charles Mortram Sternberg írta le 1950-ben.
1972-ben, az albertai Grande Prairie-n Al Lakusta egy nagy csontmedret fedezett fel a Pipestone Creek mentén. Mikor a területet 1986 és 1989 között a Royal Tyrrell Őslénytani Múzeum (Royal Tyrrell Museum of Palaeontology) csapata önkéntesek segítségével feltárta, meglepően nagy és sűrű csontgyűjteményt találtak; 100 négyzetméteren összesen 3500 csont és 14 koponya került elő. A lelőhely nyilvánvalóan egy tömeges pusztulás következtében jött létre, talán egy megáradt folyón történő sikertelen átkelés során. A fosszíliák között négy különböző korcsoport fordult elő, a fiataloktól a teljesen kifejlett dinoszauruszokig, ami azt jelzi, hogy a Pachyrhinosaurus gondoskodott az utódairól.
A felnőttek koponyáin konvex és konkáv kinövések, valamint a falcsonton, közvetlenül a szemek mögött unicornisszerű szarvak voltak. A konkáv kinövések az erózió hatására alakulhattak ki, és nem a hímek és nőstények közti különbséget tükrözik. 2008-ban Philip J. Currie, Wann Langston, Jr. és Darren Tanke egy monográfiát jelentetett meg a Pipestone Creeknél talált koponyával kapcsolatban, egy második, a felfedezője után elnevezett Pachyrhinosaurus fajba, a P. lakustaiba sorolva be a példányt.
A Pachyrhinosaurus mintegy hét–nyolcmillió évvel a kréta vége előtt élt. 72,5 millió évesnél fiatalabb példánya nem ismert.

## Popkulturális hatás
A Pachyrhinosaurus az alábbi tartalmakban tűnt fel:
- Őslények országa (filmsorozat, 1988-)
- A Walt Disney Pictures 2000-ben készült Dínó című animációs filmje.
- A History csatorna 2008-ban készült Őshüllők arénája (Jurassic Fight Club) dokumentumfilm sorozatban is felbukkan a Pipestone Creeknél levő lelőhelyről szóló részében. Ebben a műsorban azonban az állatot a fosszilis bizonyítékok ellenére orrszarvúszerű szarvval ábrázolták.
- Emellett olyan dokumentumfilmekben is feltűnik, mint a Messages in Stone (1993)[3] és a Nova sorozathoz tartozó Arctic Dinosaurs (2008).[4]
- A Pachyrhinosaurus az albertai Grande Prairie-ben megrendezett, 2010. évi téli olimpiai játékok egyik kabalafigurája.[5]
- A 2013-ban készült Dinoszauruszok, a Föld urai című film főszereplője is egy Pachyrhinosurus, aki elveszti, majd megtalálja a csordáját, végül annak vezérévé válik.

## Fordítás
- Ez a szócikk részben vagy egészben  a   Pachyrhinosaurus című angol Wikipédia-szócikk ezen változatának fordításán alapul.  Az eredeti cikk szerkesztőit annak laptörténete sorolja fel. Ez a jelzés csupán a megfogalmazás eredetét és a szerzői jogokat jelzi, nem szolgál a cikkben szereplő információk forrásmegjelöléseként.